# John Boles (aktor)
John Love Boles (ur. 28 października 1895 w Greenville, zm. 27 lutego 1969 w San Angelo) – amerykański aktor i piosenkarz.
8 lutego 1960 otrzymał własną gwiazdę w Alei Gwiazd w Los Angeles znajdującą się przy 6530 Hollywood Boulevard.

## Życiorys
Urodził się w Greenville w Teksasie jako syn Mary Jane „Mollie” Love Boles i bankiera Johna Monroe’a Bolesa. Miał młodszego brata Jacoba Woodleya „Jake’a” (ur. 1898, zm. 1954). W 1917 ukończył z wyróżnieniem Uniwersytet Teksański w Austin, gdzie studiował medycynę. Nastęnpie służył w wywiadzie United States Army podczas I wojny światowej. Wrócił do Greenville, gdzie został wybrany przez zagranicznego producenta do występu w operze King Opera House. To doświadczenie zdecydowało o wyborze kariery muzycznej i porzuceniu dyplomu lekarza.
Po zawieszeniu broni pozostał we Francji, aby kształcić się jako piosenkarz pod kierunkiem tenora Jana Reszke. W latach dwudziestych przeniósł się do Hollywood, aby występować w musicalach i operetkach. W 1923 trafił na Broadway w roli Paula Revere’a w komedii muzycznej Mała Jessie James. Promowany przez Glorię Swanson, która obsadzono go u jej boku w roli Paula Judsona w dramacie Miłość (The Love of Sunya, 1927). Stał się obiektem westchnień wczesnych hollywoodzkich musicali i romantycznych melodramatów. Wrócił do teatru po 1943.
21 czerwca 1917 zawarł związek małżeński z Marcelite Dobbs, z którą miał dwie córki – Frances Marcelitę i Janet.
Zmarł 27 lutego 1969 w San Angelo w Teksasie w wieku 73 lat na zawał mięśnia sercowego.

## Wybrana filmografia
- 1924: The Sixth Commandment jako John Brant
- 1929: Ostatnie ostrzeżenie jako Richard Quayle
- 1930: Król jazzu jako wokalista
- 1931: Frankenstein jako Victor Moritz
- 1932: Boczna ulica jako Walter Saxel
- 1934: Biały pochód jako Ronald Hall III
- 1935: Mały buntownik jako Herbert Cary
- 1936: A Message to Garcia jako porucznik Andrew Rowan
- 1937: Wzgardzona jako Stephen Dallas
- 1942: Carrie kłamie jako Steven Forbes
- 1952: Babes in Bagdad jako Hassan